# Râul Glonn, Amper
Glonn este un râu în districtul Oberbayern, landul Bavaria, Germania. Își are obârșia în comuna Mittelstaten la o altitudine de 525 m. Până la vărsarea în râul Amper din dreptul localității Allershausen, străbate o regiune agricolă. Localități mai importante pe râu sunt: Oldezhausen, Markt Indersdorf și Petershausen.